# Хура трескающаяся
Ху́ра (гу́ра) тре́скающаяся, или хура взрывающаяся (Hura crepitains) — вечнозелёное дерево рода хура, распространённое в тропических лесах Южной Америки, включая дельту Амазонки. Относится к роду молочайных растений (Euphorbiaceae). Отличительная черта дерева — коричневая гладкая кора, покрытая ядовитыми шипами. 
Иногда на дереве появляются плоды, которые в скором времени взрываются. За это существует неофициальное название — динамитное дерево. Также существует несколько способов использования дерева — например, в некоторых странах Африки для ловли рыбы. Распространена также в Танзании, и других африканских странах. Кроме того, это дерево является одним из самых опасных в мире из-за большого количества яда в их шипах, а также является одним из самых известных деревьев рода. Является также распространённым в использовании человеком в качестве лекарства. Занесена в Книгу рекордов Гинесса как одно из самых ядовитых деревьев в мире. Именно это дерево является очень популярным как декорация. Распространённый вид на территории США и Африки.

## Название
Латинское название дерева — Hura crepitains – является калькой и переводится как Хура трескающаяся. В настоящее время оно практически вытеснено понятием Динамитное дерево. Это название в большинстве случаев популярно в славянских источниках. Оно дано дереву из-за его плодов, которые часто взрываются. В США нет единого употребления этих слов. Иногда по отношению дереву можно применить словосочетание  Машина для убийств.

## Описание

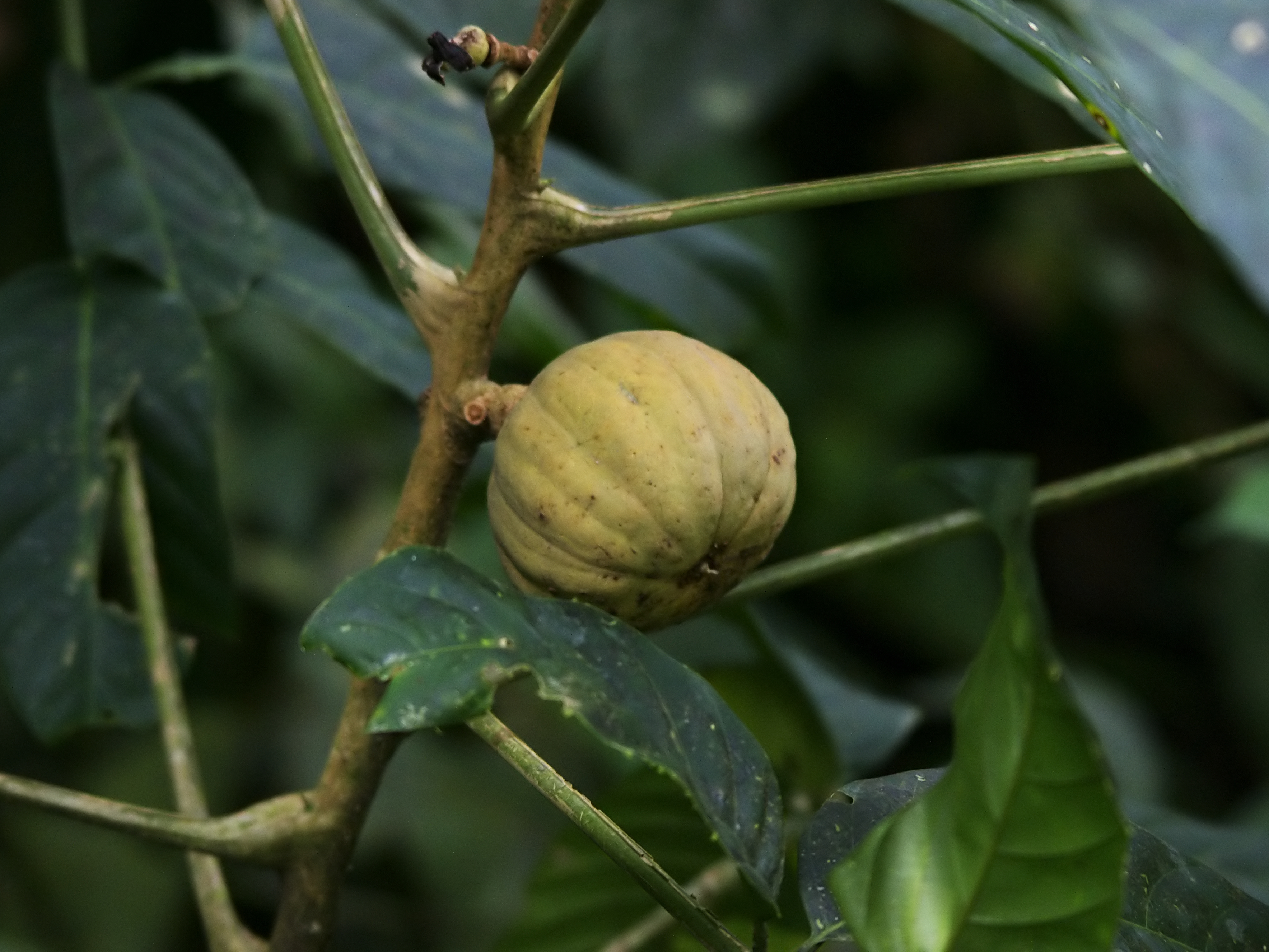
Плод дерева

Является одним из самых крупных деревьев в Южной Америке. По некоторым данным, вид данного растения встречали в странах Центральной Америки. Также некоторые вид растения перевезли в Африку, а именно в Танзанию, где вытесняли местные виды растений. Распространение содержания данного вида зарегистрировано также во Франции.
Дерево может вырасти до 60 метров, а его большие овальные красные  листья до 60 сантиметров в ширину, некоторые же из цветов могу вырасти рядом с шипами. Плоды представляют собой большие капсулы в форме тыквы, длинной 3—5 сантиметров и диаметром 5—8 сантиметров с 16 плодолистиками, расположенных радиально. Его семена плоские и около 2 сантиметров в диаметре.
Созревание плодов является одним из самых долгих процессов. Созревшие плоды вскоре взрываются, разделяясь на сегменты, и выбрасывают семена на расстояние до 100 метров. Некоторые источники утверждают, что их скорость может достигать 70 метров в секунду. Само дерево любит увлажнённую почву, поэтому оно распространено в мокрых местах, например, дельта Амазонки.

### Использование

#### Общие сведения
Существует информация, что рыбаки в Африке используют едкий сок этого дерева, чтобы отравить рыбу. Карибы делали яд для стрел из этого сока, а её древесина используется для изготовления мебели под местным названием «Хура». Также дерево, а именно жидкость в тыквах, используется как лекарственное средство. В некоторых случаях является декорацией национальных парков[уточнить]. Также является объектом различных опытов. В настоящее время известно, что дерево в некоторых случаях используют для жертвоприношения[прояснить].
Семена содержат масло, которое токсично для употребления в пищу, но из него можно производить биодизель и мыло; крахмалистые остатки после извлечения масла из семян можно использовать в качестве корма для животных после приготовления.